# Gare de Marche-lez-Écaussinnes
Pour les articles homonymes, voir Gare de Marche.
La gare de Marche-Lez-Ecaussinnes est une gare ferroviaire belge de la ligne 117, de Braine-le-Comte à Luttre située à Marche-lez-Écaussinnes, section de la commune d'Écaussinnes dans la province de Hainaut en région wallonne.
C'est une halte voyageurs de la Société nationale des chemins de fer belges (SNCB) desservie par des trains Omnibus (L) et d’Heure de pointe (P).

## Situation ferroviaire
Établie à environ 109 m d'altitude, la gare de Marche-lez-Écaussinnes est située au point kilométrique (PK) 8,100 de la ligne 117, de Braine-le-Comte à Luttre, entre les gares d'Écaussinnes et de Familleureux. 

## Histoire
La gare de Marche-lez-Écaussinnes est mise en service le 1er mai 1861 par l'administration des chemins de fer de l’État belge.
En 1880, elle est dotée d'un bâtiment des recettes préfigurant le plan type standard de 1881. Doté d'une aile de sept travées, il a été démoli après la suppression du guichet.
Station de 3e classe du groupe de Bruxelles-Midi, elle a été reléguée avant 1948 au rang de gare non autonome dépendant de celle d'Écaussinnes-Carrières.
Devenue un simple point d'arrêt, Marche-les-Écaussinnes est dotée de quais rénovés et surhaussés en 2017.

## Service des voyageurs

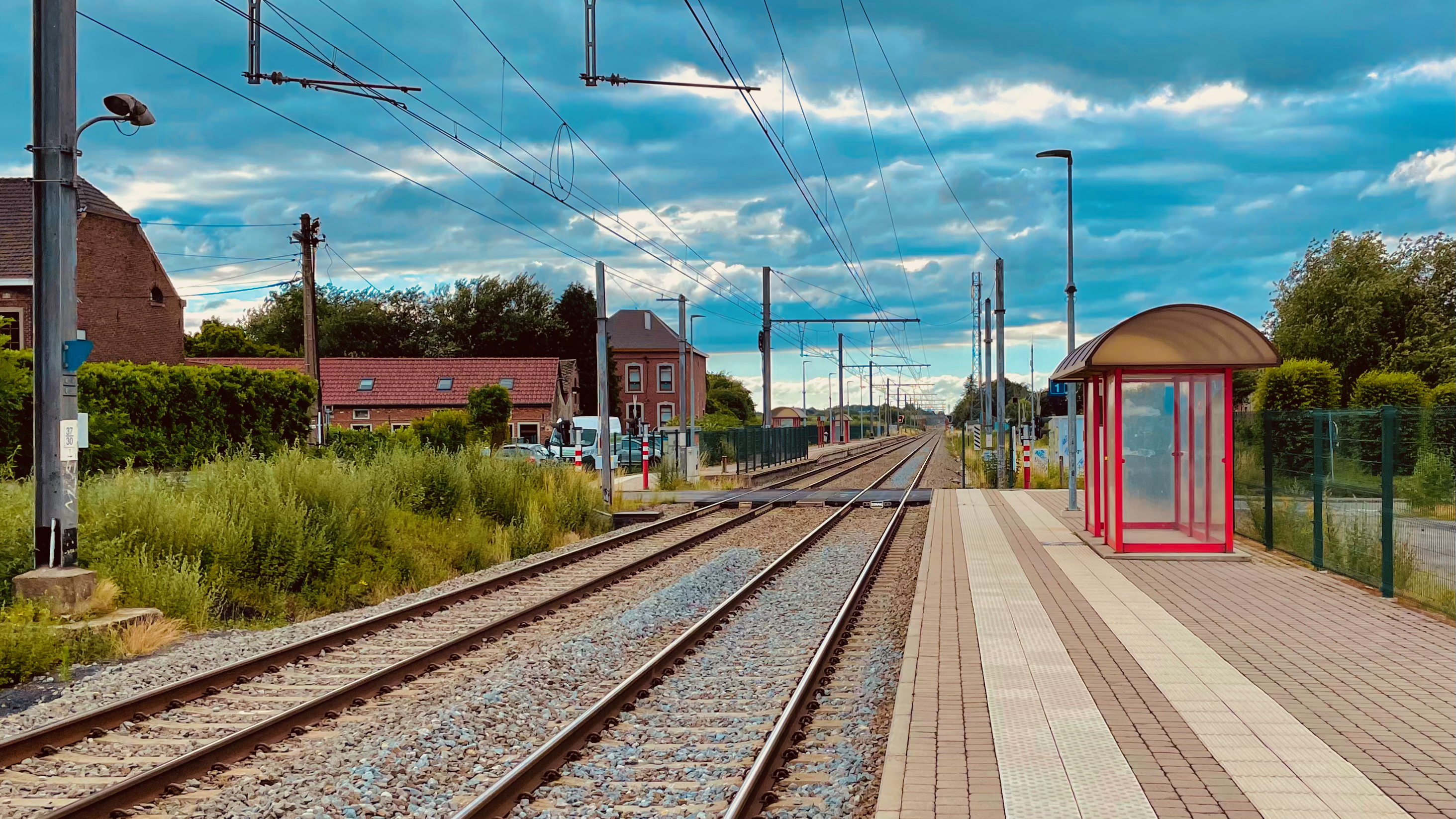
Quais de la gare en 2021.

### Accueil
Halte SNCB, c'est un point d'arrêt non géré (PANG) à accès libre. Elle est équipée de deux quais avec abris.
La traversée des voies et le passage d'un quai à l'autre s’effectue par le passage à niveau routier.

### Desserte
Marche-lez-Écaussinnes est desservie uniquement en semaine par des trains Omnibus (L) et d’Heure de pointe (P) de la SNCB circulant sur la ligne commerciale 117 : 
Toutes les heures circulent des trains L, entre Braine-le-Comte et La Louvière-Sud (le premier et le dernier train de la journée sont prolongés de- ou vers Binche). Trois trains P reliant Manage à Braine-le-Comte (le matin) effectuent le trajet inverse l’après-midi. 
Le week-end et les jours fériés, aucun train ne s'y arrête.

### Intermodalité
Un parc pour les vélos et un parking pour les véhicules y sont aménagés.

## Comptage voyageurs
Le graphique et le tableau montrent le nombre de passagers qui en moyenne embarquent durant la semaine, le samedi et le dimanche.
| Nombre de voyageurs qui embarquent à la gare de Marche-lez-Écaussinnes | Nombre de voyageurs qui embarquent à la gare de Marche-lez-Écaussinnes | Nombre de voyageurs qui embarquent à la gare de Marche-lez-Écaussinnes | Nombre de voyageurs qui embarquent à la gare de Marche-lez-Écaussinnes |
|                                                                        | Semaine                                                                | Samedi                                                                 | Dimanche                                                               |
| ---------------------------------------------------------------------- | ---------------------------------------------------------------------- | ---------------------------------------------------------------------- | ---------------------------------------------------------------------- |
| 1977                                                                   | 332                                                                    | 82                                                                     | 57                                                                     |
| 1978                                                                   | 285                                                                    | 58                                                                     | 32                                                                     |
| 1979                                                                   | 214                                                                    | 57                                                                     | 38                                                                     |
| 1980                                                                   | 222                                                                    | 47                                                                     | 34                                                                     |
| 1981                                                                   | 228                                                                    | 47                                                                     | 31                                                                     |
| 1982                                                                   | 203                                                                    | 37                                                                     | 26                                                                     |
| 1983                                                                   | 228                                                                    | 43                                                                     | 49                                                                     |
| 1984                                                                   | 190                                                                    | 31                                                                     | 36                                                                     |
| 1985                                                                   | 163                                                                    | 43                                                                     | 27                                                                     |
| 1986                                                                   | 165                                                                    | 27                                                                     | 25                                                                     |
| 1987                                                                   | 188                                                                    | 33                                                                     | 30                                                                     |
| 1988                                                                   | 166                                                                    | 30                                                                     | 17                                                                     |
| 1989                                                                   | 146                                                                    | 30                                                                     | 28                                                                     |
| 1990                                                                   | 141                                                                    | 29                                                                     | 17                                                                     |
| 1991                                                                   | 149                                                                    | 36                                                                     | 19                                                                     |
| 1992                                                                   | 189                                                                    | 39                                                                     | 27                                                                     |
| 1993                                                                   | 135                                                                    | -                                                                      | -                                                                      |
| 1994                                                                   | 153                                                                    | -                                                                      | -                                                                      |
| 1995                                                                   | 112                                                                    | -                                                                      | -                                                                      |
| 1996                                                                   | 122                                                                    | -                                                                      | -                                                                      |
| 1997                                                                   | 150                                                                    | -                                                                      | -                                                                      |
| 1998                                                                   | 108                                                                    | -                                                                      | -                                                                      |
| 1999                                                                   | 132                                                                    | -                                                                      | -                                                                      |
| 2000                                                                   | 155                                                                    | -                                                                      | -                                                                      |
| 2001                                                                   | 143                                                                    | -                                                                      | -                                                                      |
| 2002                                                                   | 143                                                                    | -                                                                      | -                                                                      |
| 2003                                                                   | 169                                                                    | -                                                                      | -                                                                      |
| 2004                                                                   | 178                                                                    | -                                                                      | -                                                                      |
| 2005                                                                   | 187                                                                    | -                                                                      | -                                                                      |
| 2006                                                                   | 193                                                                    | -                                                                      | -                                                                      |
| 2007                                                                   | 151                                                                    | -                                                                      | -                                                                      |
| 2008                                                                   | -                                                                      | -                                                                      | -                                                                      |
| 2009                                                                   | 171                                                                    | -                                                                      | -                                                                      |
| 2010                                                                   | -                                                                      | -                                                                      | -                                                                      |
| 2011                                                                   | -                                                                      | -                                                                      | -                                                                      |
| 2012                                                                   | 148                                                                    | -                                                                      | -                                                                      |
| 2013                                                                   | 169                                                                    | -                                                                      | -                                                                      |
| 2014                                                                   | 174                                                                    | -                                                                      | -                                                                      |
| 2015                                                                   | 125                                                                    | -                                                                      | -                                                                      |
| 2016                                                                   | 149                                                                    | -                                                                      | -                                                                      |
| 2017                                                                   | 106                                                                    | -                                                                      | -                                                                      |
| 2018                                                                   | 137                                                                    | -                                                                      | -                                                                      |
| 2019                                                                   | 132                                                                    | -                                                                      | -                                                                      |
| 2020                                                                   | 93                                                                     | -                                                                      | -                                                                      |
| 2021                                                                   | -                                                                      | -                                                                      | -                                                                      |
| 2022                                                                   | 174                                                                    | -                                                                      | -                                                                      |
| 2023                                                                   | 170                                                                    | -                                                                      | -                                                                      |
| 2021                                                                   | 154                                                                    | -                                                                      | -                                                                      |